# Mount Charity
Mount Charity är ett berg i Antarktis. Det ligger i Västantarktis. Argentina, Chile och Storbritannien gör anspråk på området. Toppen på Mount Charity är 2 680 meter över havet, eller 530 meter över den omgivande terrängen. Bredden vid basen är 9,0 km. Charity ingår i Eternity Range.
Terrängen runt Mount Charity är kuperad åt nordväst, men åt sydost är den platt. Trakten är obefolkad. Det finns inga samhällen i närheten.